# Ilse Wegner
Ilse Wegner, auch Wegner-Haas (* 15. Januar 1941 in Berlin; † 11. Februar 2018) war eine deutsche Altorientalistin mit dem Spezialgebiet hurritische Sprache.

## Leben
Nach der Schulausbildung in Berlin (Abitur 1960) und einjährigem England-Aufenthalt absolvierte Wegner eine Ausbildung zur Fremdsprachenkorrespondentin. Ab 1964 studierte sie an der FU Berlin Vorderasiatische Altertumskunde, Ur- und Frühgeschichte und Altorientalische Philologie bei Einar von Schuler und Franz Köcher.
Sie promovierte 1974 am Institut für Altorientalische Philologie der FU. Ihre Dissertation behandelt die hethitisch-hurritischen Texte um die hurritische Göttin Šauška und wurde 1981 unter dem Titel Gestalt und Kult der Ištar-Ša(w)uška in Kleinasien veröffentlicht. Sie war ab den 1970er Jahren am Aufbau des Forschungsprojekts Das hurritologische Archiv beteiligt, das sie in den folgenden Jahren betreute, und war Mitherausgeberin des Corpus der hurritischen Sprachdenkmäler. Seit Anfang der 1980er Jahre arbeitete sie als Wissenschaftliche Mitarbeiterin und Lehrbeauftragte am Institut für Altorientalistik der FU Berlin.
Wegner war Expertin für die dem Urartäischen verwandte hurritische Sprache. Mit der 2014 zusammen mit Mirjo Salvini publizierten einbändigen Einführung in die urartäische Sprache legten die Autoren einer Rezension in der Orientalistischen Literaturzeitung zufolge „eine nützliche und zeitgemäße Einführung in diese Sprache“ vor, „die den Unterricht und das Studium des Urartäischen erleichtert und dadurch zur Popularisierung dieser leider noch wenig erforschten Sprache beitragen kann wie auch zu weiteren Forschungen in diesem Bereich einen Anstoß geben kann“.
In seinem Nachruf schreibt Mirjo Salvini, Professor am Istituto di studi sul Mediterraneo antico in Rom, mit Ilse Wegner-Haas habe die Hurritologie „eine der produktivsten Gelehrten“ verloren. Basierend auf der Kenntnis des gesamten Textmaterials habe sich Wegner in die Struktur der hurritischen Sprache vertieft, woraus ihre als „grundlegende Grammatik“ bewertete Einführung in die hurritische Sprache hervorging, die in zwei Auflagen aus den Jahren 2000 und 2007 vorliegt. Sie wird als ein „unentbehrliches Werk zur Erforschung des Hurritischen“ wahrgenommen. Wegners wissenschaftliche Produktion hätte nach Auffassung Salvinis „eine feste Stelle an der Universität, ja eine Professur verdient. Sie hat sich aber nie dafür interessiert und sich auch nirgendwo beworben“.
Ilse Wegner war mit dem Altorientalisten Volkert Haas verheiratet, der von 1989 bis 2001 einen der beiden Lehrstühle des Faches an der Freien Universität Berlin innehatte und ein gutes Jahr nach seiner Frau starb.

## Schriften (Auswahl)
- Gestalt und Kult der Ištar-Šawuška in Kleinasien. Neukirchener Verlag, Kevelaer 1981, ISBN 3-7666-9106-6.
- mit Volkert Haas: Die Rituale der Beschwörerinnen SALŠU.GI (= Corpus der hurritischen Sprachdenkmäler. I. Abteilung, Band 5). Multigrafica editrice, Rom 1988, OCLC 994794307.[6]
- Hurritische Opferlisten aus hethitischen Festbeschreibungen, Teil I: Texte für Ištar-Ša(w)uška. (= Corpus der hurritischen Sprachdenkmäler. I. Abteilung: Die Texte aus Boğazköy, Bd. 3/1) Rom 1995, ISBN 88-7597-264-8.
- Hurritische Opferlisten aus hethitischen Festbeschreibungen, Teil II: Texte für Teššub, Ḫebat und ihren Kreis. (= Corpus der hurritischen Sprachdenkmäler. I. Abteilung: Die Texte aus Boğazköy, Bd. 3/2) Rom 2002, ISBN 88-87345-07-4.
- Einführung in die hurritische Sprache. Harrassowitz Verlag, Wiesbaden 2007, ISBN 978-3-447-05394-5.
- mit Mirjo Salvini: Einführung in die urartäische Sprache. Harrassowitz Verlag, Wiesbaden 2014, ISBN 978-3-447-10140-0.